# Johnsbach (Enns)
Der Johnsbach ist ein rechter Nebenfluss der Enns im österreichischen Bundesland Steiermark.

## Name
Der Johnsbach wird im Jahr 1139 (in fluvium Ionspach) zum ersten Mal schriftlich erwähnt. Der Name leitet sich vom Personennamen Johann ab.

## Verlauf
Der Johnsbach entspringt nördlich der Leobner Mauer auf der Grössingeralm in den Eisenerzer Alpen. Von hier fließt er nach Norden und wendet sich bald nach Westen, wo das Tal breiter wird. Ab dem Ort Johnsbach fließt er durch ein schluchtartig enges Tal zwischen Admonter Reichenstein und Großem Ödstein nach Norden bis zu seiner Mündung.
Das Einzugsgebiet des Johnsbachs gehört zur Gemeinde Admont.

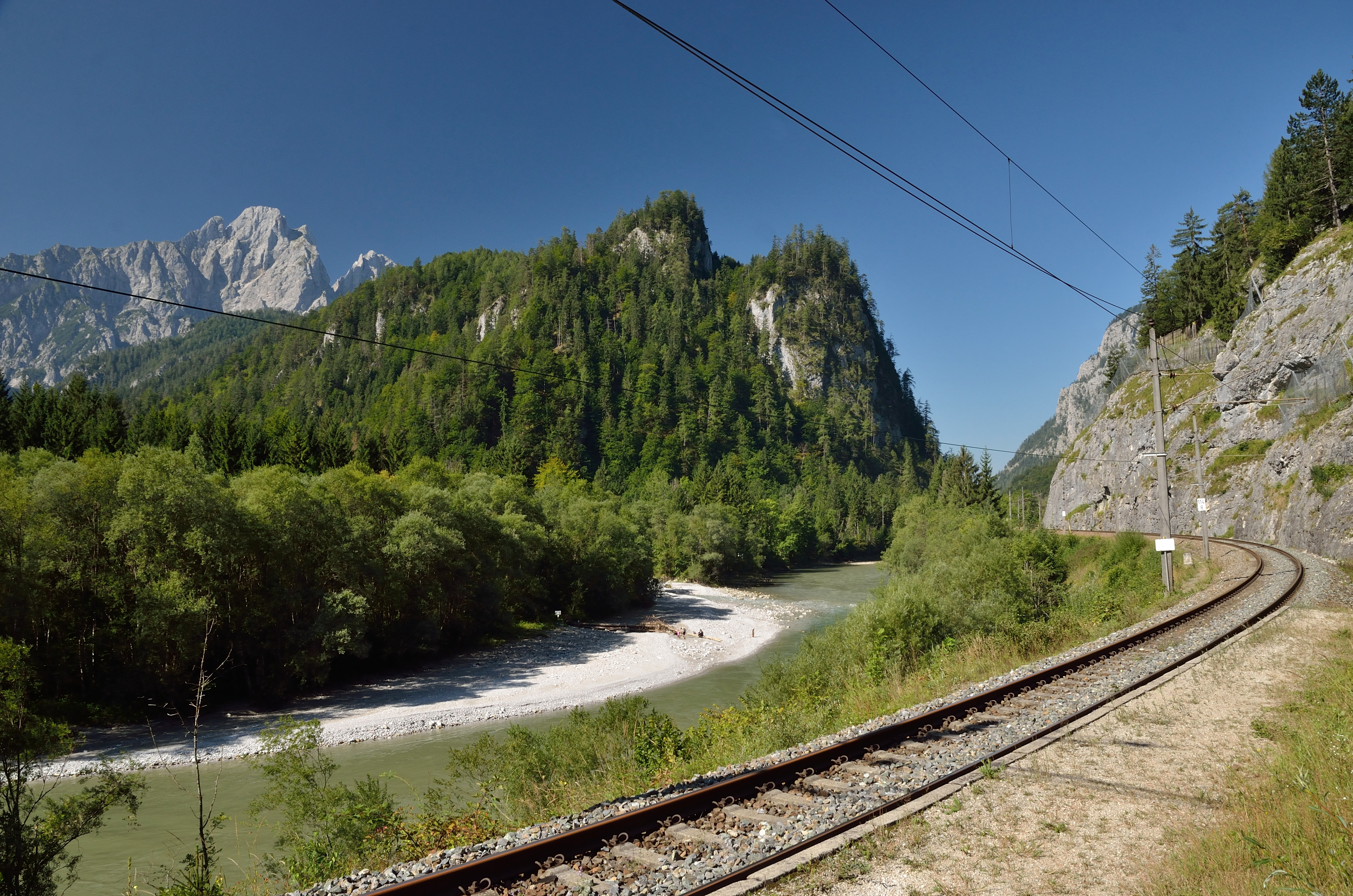
Mündung des Johnsbachs (links) in die Enns

## Nebenbäche
Das Einzugsgebiet des Johnsbachs umfasst 65,34 Quadratkilometer. Die wichtigsten Nebenbäche sind:
| Name                     | Mündungsseite | Mündungsort  | Einzugsgebiet in km² |
| ------------------------ | ------------- | ------------ | -------------------- |
| Plonaugraben             | links         | Gscheidegger | 5,35                 |
| Schafhüttelgraben        | rechts        | Ebner        | 7,14                 |
| Bärengraben              | links         |              | 2,22                 |
| Wolfbauer Wasserfallbach | rechts        | Wolfbauer    | 9,45                 |
| Sebringgraben            | links         | Ödsteinblick | 5,90                 |
| Kaltenbachgraben         | rechts        | Zeiringer    | 1,23                 |
| Winterhöllgraben         | links         | Johnsbach    | 6,17                 |
| Langgriesgraben          | links         |              | 3,40                 |
| Kainzenalplgraben        | rechts        |              | 1,53                 |
| Gsenggraben              | rechts        |              | 1,21                 |

## Nationalpark Gesäuse
Das Johnsbachtal liegt im Zentrum des 2002 gegründeten Nationalparks Gesäuse.

## Wandern
Durch das Gebiet des Johnsbachs führen mehrere Wanderwege, wie zum Beispiel:
- Wandwerweg Nationalpark Gesäuse[5]
- Johnsbacher Sagenweg[6]